# تپه چلانقی
تپه چلانقی مربوط به عصر مس و سنگ - عصر مفرغ قدیم است و در شهرستان همدان، بخش مرکزی، دهستان سنگستان، اراضی روستای آقداش واقع شده و این اثر در تاریخ ۲۳ بهمن ۱۳۸۵ با شمارهٔ ثبت ۱۷۱۳۰ به‌عنوان یکی از آثار ملی ایران به ثبت رسیده است.